# Cozy Cole
William Randolph Cole (East Orange, 17 oktober 1909 – Columbus (Ohio), 29 januari 1981) was een Amerikaanse jazzdrummer van de swing.

## Biografie
Cole wordt beschouwd als een toonaangevende swingdrummer naast Gene Krupa, maar was zeer veelzijdig en, volgens Joachim Ernst Berendt, een meester van de 'niet-aflatende beat'. Zijn eerste optredens waren in 1928 bij Wilbur Sweatman. In 1930 speelde hij in Jelly Roll Morton's Red Hot Peppers (hiervan is een drumsolo-opname bewaard: Load of Cole). Van 1931 tot 1933 speelde hij met Blanche Calloway, van 1933 tot 1934 met Benny Carter, van 1935 tot 1936 met Willie Bryant en van 1936 tot 1938 met de violist Stuff Smith. Van 1938 tot 1942 was hij bij Cab Calloway en van 1942 tot 1945 bij Raymond Scott. Hij studeerde ook piano, klarinet, vibrafoon en pauken aan de Juilliard School in New York bij Saul Goodman van de New York Philharmonic.
In 1944 bereikte de All Star Band van Cozy Cole de Harlem Hit Parade met Just One More Chance. In 1945 begeleidde hij o.a. Carmen Jones op Broadway, maar speelde hij ook met Benny Goodman en van 1949 tot 1954 met Louis Armstrong, die hij ook begeleidde tijdens zijn Europese tournees in 1949 en 1952. In 1954 richtte hij samen met Gene Krupa een drumschool op in New York. Naast zijn onderwijscarrière, verscheen hij ook in het Metropole Cafe tijdens de jaren 1950 en speelde hij met Jack Teagarden en Earl Hines tijdens hun Europese tournee in 1957. Hij toerde met zijn eigen combo tijdens de jaren 1960, met Cab Calloway en Benny Carter tijdens de jaren 1970.
Met Topsy II (waarop hij een lange solo heeft) had hij een hit die de hitlijsten van de Billboard Hot 100 voor popmuziek bereikte (#3) in 1958 en waarvan meer dan een miljoen exemplaren werden verkocht. Topsy was oorspronkelijk een nummer 1 R&B-hit van Benny Goodman in 1938. Met het eerste deel van Topsy en de opvolger Turvy (de Engelse uitdrukking topsyturvy staat voor puinhoop) belandde hij ook in de top 40 (#27 en #36).
Zijn tegenwoordig nog merkbare invloed op hedendaagse rockdrummers blijkt bijvoorbeeld uit het feit dat Cozy Powell zichzelf naar zijn voorbeeld noemde.
Cole is ook te zien en te horen in sommige films tot de jaren 1950. Hij is te horen in de film The Strip (geregisseerd door Laszlo Kardos) uit 1951, waarin Mickey Rooney de drummer van de Louis Armstrong-band speelt. In het Glenn Miller-verhaal uit 1953 (geregisseerd door Anthony Mann) vocht hij een duel uit met Gene Krupa. Hij verschijnt ook in de documentaire After Hours uit 1961 van Shephard Traube (met Roy Eldridge, Coleman Hawkins en anderen).

## Overlijden
Cozy Cole overleed in januari 1981 op 74-jarige leeftijd aan de gevolgen van kanker.